# Arrondissement Parthenay
Arrondissement Parthenay je francouzský arrondissement ležící v departementu Deux-Sèvres v regionu Poitou-Charentes. Člení se dále na 8 kantonů a 77 obcí.

## Kantony
- Airvault
- Mazières-en-Gâtine
- Ménigoute
- Moncoutant
- Parthenay
- Saint-Loup-Lamairé
- Secondigny
- Thénezay